# 超・暴力人間 デラックス
『超・暴力人間 デラックス』は、2014年に渋谷ヒカリエ「8/」COURTにて催された第6回『CINEASTE 3.0』のイベントにて公開された、日本のホラー映画『戦慄怪奇ファイル コワすぎ!』シリーズのスピンオフ作品。

## ストーリー
職業ヒーロー"暴力人間"を自称する男を、実話系雑誌の付録DVD用にインタビューするライターの那須。しかし、傍若無人な"暴力人間"はインタビューを逸脱し、那須とカメラマンを強引に「正義の殺人」へと巻き込んでいく。

## 構成
『オカルト』の最狂コンビ宇野祥平×白石晃士が放つバイオレンス重喜劇。『コワすぎ!』の「その後」を描くシーンを新たに追加撮影し公開された、ドキュメンタリー体裁のフィクションで、いわゆるモキュメンタリー映画で構成されている。

## スタッフ
- 監督・脚本・撮影・編集・製作：白石晃士
- 製作協力：中川究矢

## キャスト
- 暴力人間（ぼうりょくにんげん）役：宇野祥平 - 主人公
- 那須（なす）役：那須千里 - 実話系雑誌の付録DVD用にインタビューするライター
- 白石（しらいし）役：白石晃士 - 実話系雑誌の付録DVD用に撮影するカメラマン。「戦慄怪奇ファイル コワすぎ!」シリーズの製作時には「田代」と名乗って撮影をしていた
- 笠井暁大
- 福嶋真吾
- 村上ROCK
- 工藤（くどう）役：大迫茂生 -「戦慄怪奇ファイル コワすぎ!」シリーズのディレクター